# ミネルヴァの梟 (映画)
『ミネルヴァの梟』は日本映画、テレビドラマ、演劇作品で構成される作品群。人類最期の一人となった桐生克彦の生涯を描くSF作品。2019年に上演された舞台版とその後制作された短編映画版、前日譚にあたる連続ドラマ版が存在。短編映画版は、物語の結末を描く「ミネルヴァの梟 -Requiem-」（以下、Requiem）として2020年に先行で公開され、その過程を描く「ミネルヴァの梟 -Chronicle-」（以下、Chronicle）は2022年2月22日 からテレビせとうちにて放映予定。

## あらすじ

### ミネルヴァの梟 -Requiem-
21世紀最後の年。桐生克彦は、自ら設計した「赫奕たる街」の片隅で、娘のサクラや孫娘らに囲まれて平穏な日々を送っていた。ある日、孫娘のカンが家の地下に閉ざされた部屋があることに気づいたことから、かつて克彦が封印した家族の秘密が明らかになっていく...。AI技術への関心が高まる今、「にんげんらしさとは何か？」を問うSF（すこしふしぎ）でちょっと切ない物語。

### ミネルヴァの梟 -Chronicle-
【Episode1】「赫奕」
青雲の志を抱いて人類の生活を豊かにするための研究に打ち込んでいた若者、桐生克彦は、「アンドロイドに心を持たせたい」と語る少女、雪村幸に出逢う。どんなに努力しても勝てない彼女に嫉妬するが、やがてそれは淡い恋心へと変わり…。
【Episode2】「心月」
小田修一教授の研究に加わった克彦と幸は、日々、心を持つアンドロイドの開発に没頭していた。一方、病に蝕まれていく幸を心配した克彦は、遺伝子の書き換えという禁断の研究を進める土屋豪の誘惑に次第に飲まれていく。
【Episode3】「煽惑」
心の支えを失った克彦は、なかなか立ち直れずにいた。そんな彼に土屋は「このまま遺伝子研究を進めることが彼女を救うことにつながる」と囁く。克彦自身もそれが前を向くことだと考えはじめたある日、幸が記録した撮影データをみつけ…。
【Episode4】「彷徨」
人類は終焉のときを迎えつつあった。子孫を残せなくなった社会は荒廃し、また、色々な要因が重なって環境も汚染されていった。それでも「今、自分がやるべきこと」をやると誓い合った克彦と小田は、一方は人工授精を、一方は自らの命を顧みず共に設計した安全な街の建設を進めていく。

## キャスト

### ミネルヴァの梟 -Requiem-
- 桐生克彦：紀伊了杜
- サクラ：安田桃香
- トン：嘉数愛花
- チィ：嘉数怜花
- カン：嘉数唯花
- カナデ：黒田良美
- ミウ：雪月桃杏
- 良界伝七：赤堀久仁子
- 田淵三郎：前田大吾
- テツコ：英まゆう

### ミネルヴァの梟 -Chronicle-
- 桐生克彦：三村真澄
- 桐生幸：しおん
- 小田修一：小野田陽一郎
- テツコ：英まゆう
- 土屋豪：大槻剛巳
- 晩年の桐生克彦：紀伊了杜

## スタッフ

### ミネルヴァの梟 -Requiem-
- 総監督：京兼顕
- 監督・脚本：大西貴也
- プロデューサー：京兼顕、大西貴也
- アシスタントプロデューサー：鷲須美穂
- 撮影・音楽：和田真
- 編集（効果）：澤野涼風
- 音楽制作：和田真、Yoshimi with sp
- 制作：小野田陽一郎、山川瑠花、加野のぞみ、矢萩佑太、杉原禎章、山本哲史
- 振付：雪月桃杏、小川慎也
- デザインワークス：大西晴佳
- 衣装監修：坂田とも子
- 題字：紫陽
- スチル：野上仙一郎、梅木貴史、鷲須美穂
- アドバイザー：大槻剛巳（川崎医科大学教授）、山﨑達璽（映画監督）、德光浩（岡山大学大学院教授）、妹尾真由子（岡山県フィルムコミッション協議会）、
- 撮影協力：岡山県フィルムコミッション協議会、ひょうごロケ支援Net、倉敷市、倉敷観光コンベンションビューロー、たかはしフィルム・コミッション、真庭観光局、真庭市勝山振興局、赤磐市、しょうおう志援協会、川崎医科大学衛生学教室、岡山大学ヘルスシステム総合科学研究科、美作大学、吉備国際大学、早島町いかしの舎、くらしき山陽ハイツ、高梁市成羽美術館、吹屋ふるさと村、岡山市足守プラザ、法界院、割烹"美作"、仕立て屋Nutte、聖さくら学院グループ、福嶋学園（専門学校福嶋リハビリテーション学院）、アスタリスク合同会社、CINEMATOGRAPH、兵庫県立西はりま天文台、戦國舞将女、映像作家支援機構
- 製作委員会：「ミネルヴァの梟」製作委員会

## 上映

### ミネルヴァの梟 -Requiem-
- 2020年10月25日(日)、くらしき山陽ハイツからYouTubeでインターネット生配信（無料）
- 2020年10月25日～2021年1月10日までアーカイブを無料公開
- 2021年1月中旬からDVDを販売予定

## 主題歌
- Yoshimi in Prometheus Project「eternal」（WIND RECORDS）
  - 作詞：大西貴也、和田真　作曲：和田真　編曲：今岡祥孝

## 挿入歌
- Yoshimi with sp「ヒカリ」（sp RECORDS）
  - 作詞：Yoshimi　作曲：Yoshimi　編曲：sp